# Улица Архитектора Кобелева
Улица Архитектора Кобелева (укр. Вулиця Архітектора Кобелєва) — улица в Соломенском районе города Киева, местности Соломенка, Железнодорожная колония. Пролегает от Стадионного переулка до улицы Ивана Огиенко.
Приобщается улица Брюллова.

## История
Улица возникла на рубеже XIX—XX веков, состояла из улиц 6-я Линия и 7-я Линия.
С 1955 года получила название улица Фурманова, в честь русского советского писателя Дмитрия Фурманова.
Современное название в честь киевского архитектора Александра Кобелева — с 2016 года.

## Учреждения и заведения
- № 1/5 — Киевское высшее профессиональное училище железнодорожного транспорта имени В. И. Кудряшова;
- № 9 — Дорожная клиническая больница № 2 Юго-Западной железной дороги.

## Памятники архитектуры
Сохранилась старая застройка Железнодорожной колонии — жилые дома железнодорожников и ряд общественных сооружений.
- № 1/5 — здание бывшего приюта; архитектор А. Кобелев, 1900;
- № 3/8 — химико-техническая лаборатория; архитектор По. Журавский, 1879.

## Изображения

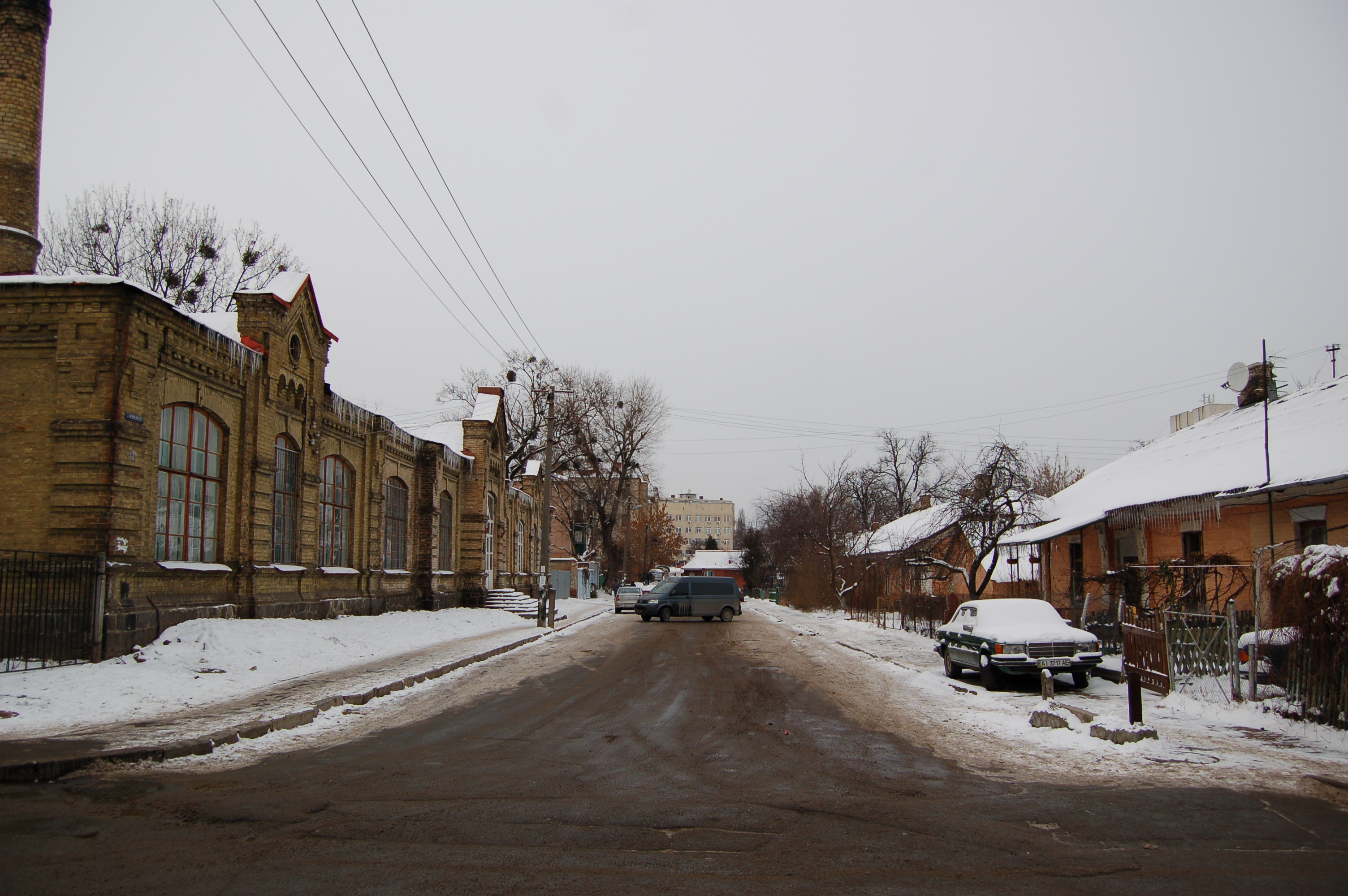
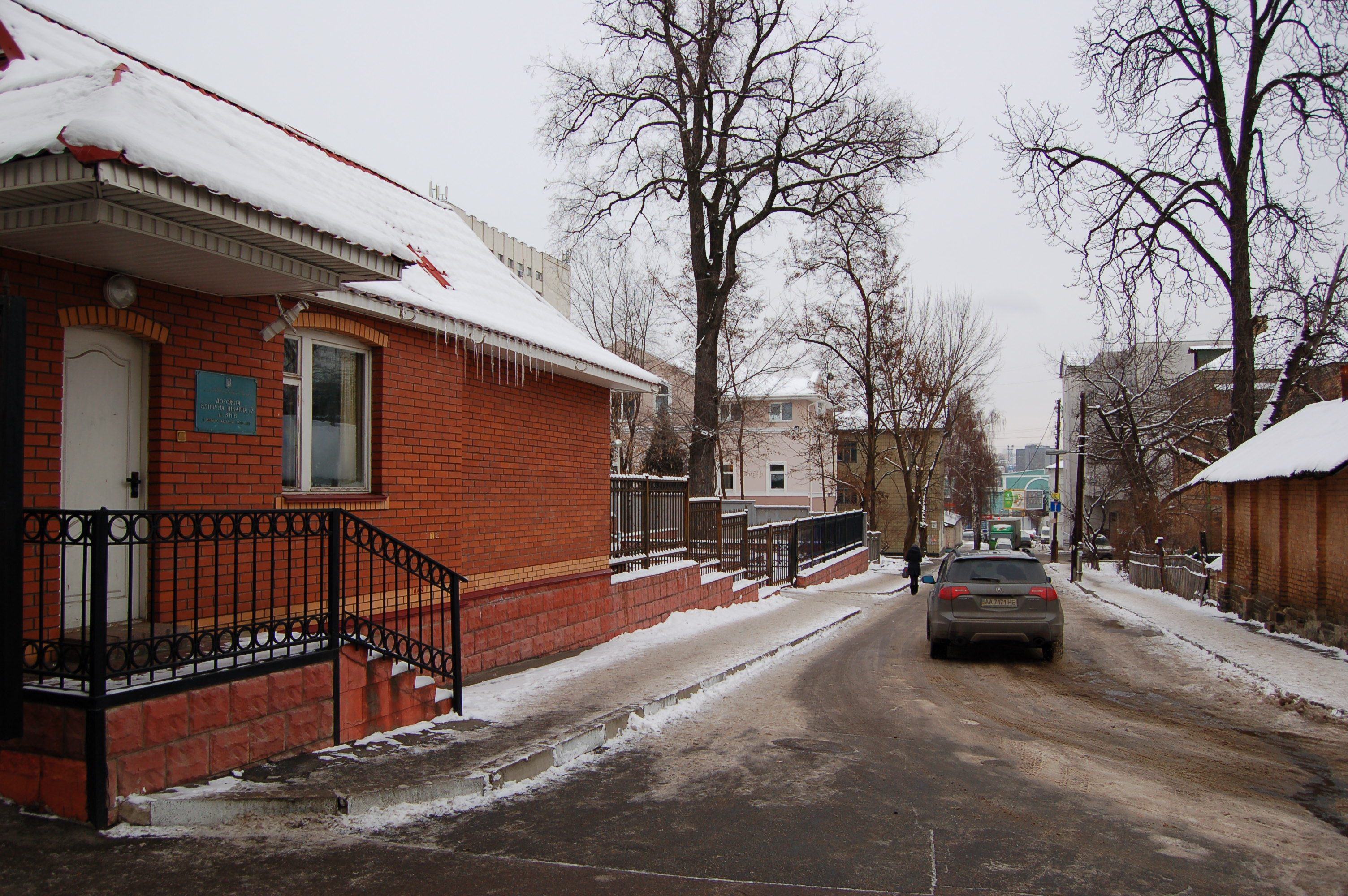
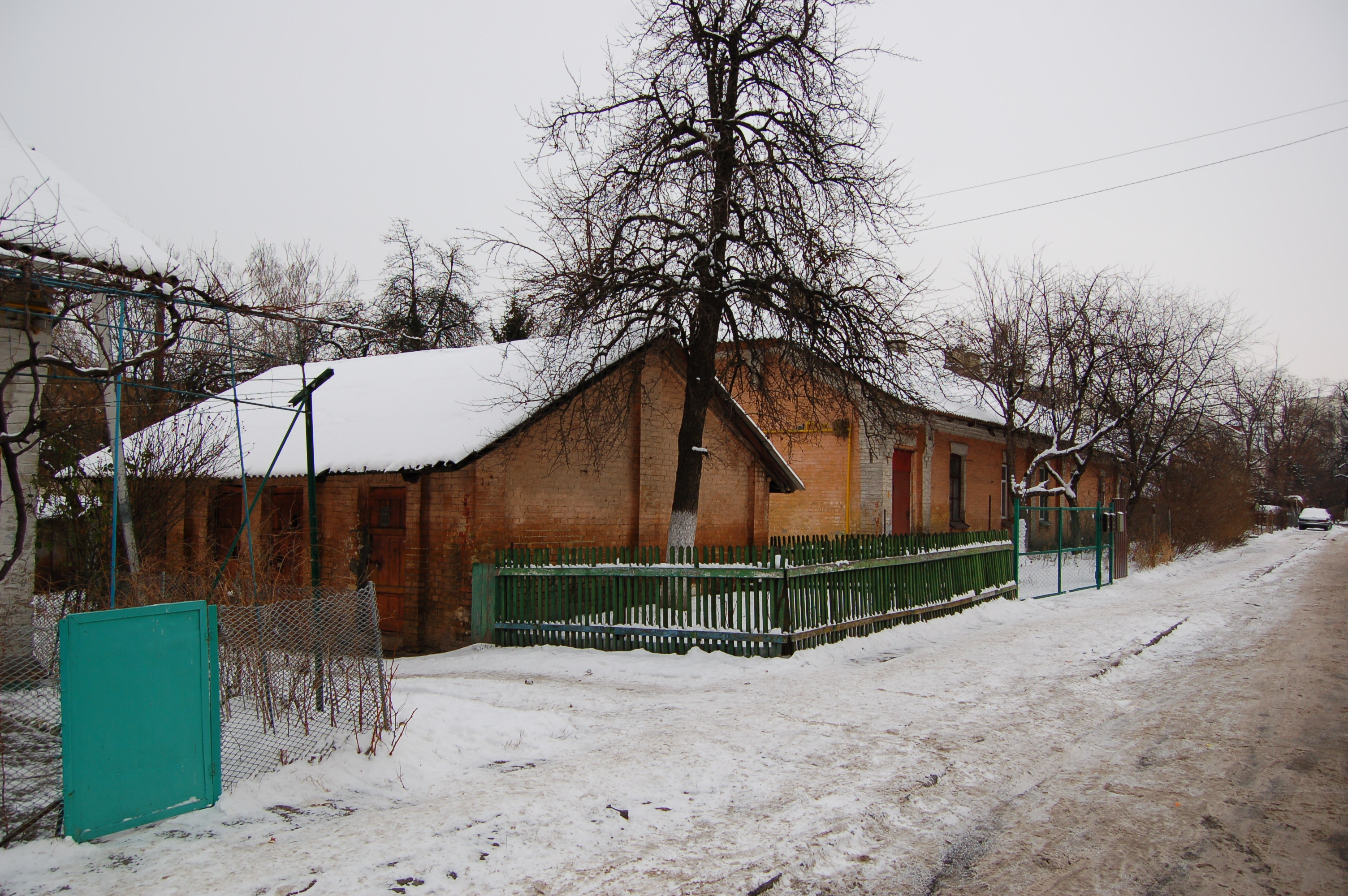

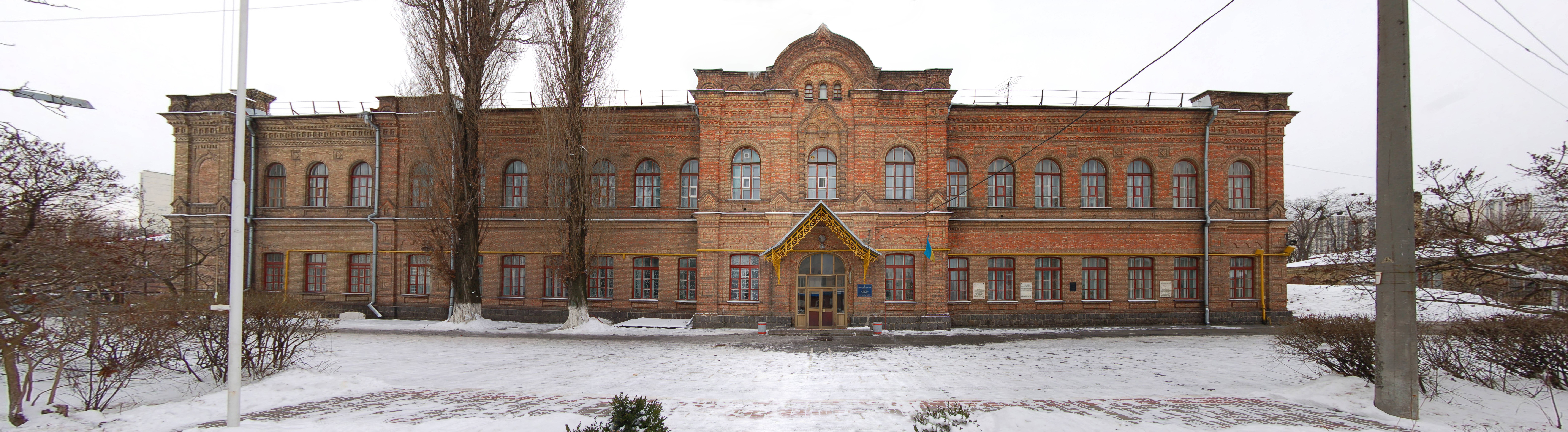
Дом № 1/5
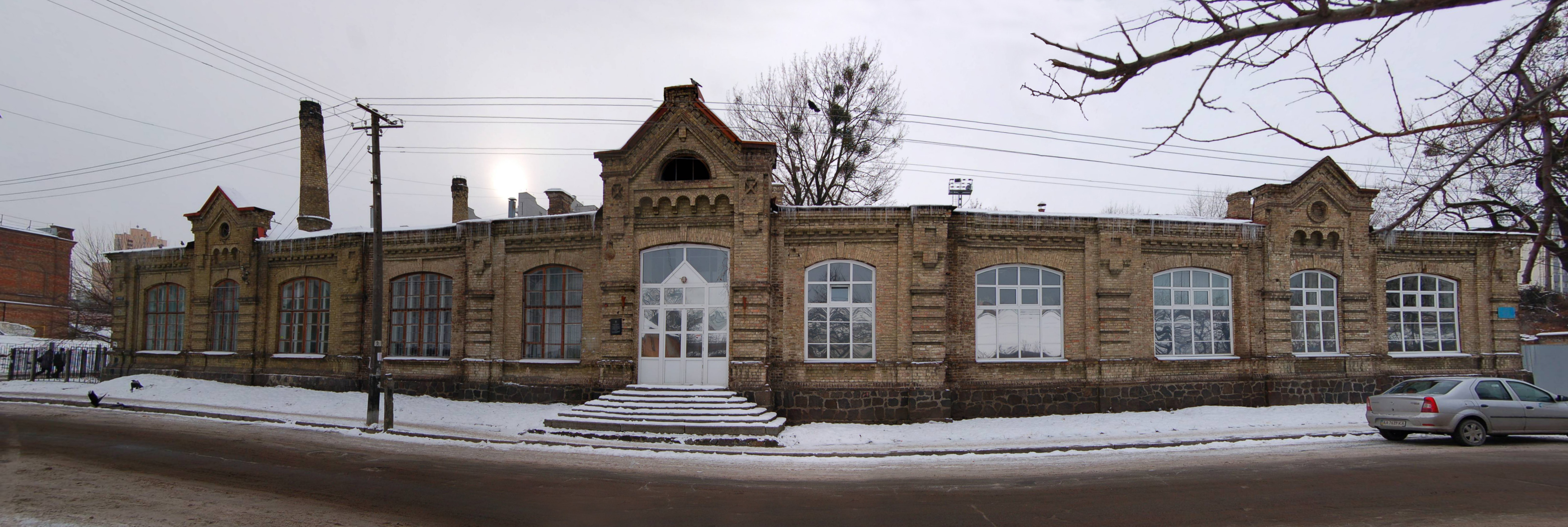
Дом № 3/8

## Памятники и мемориальные доски

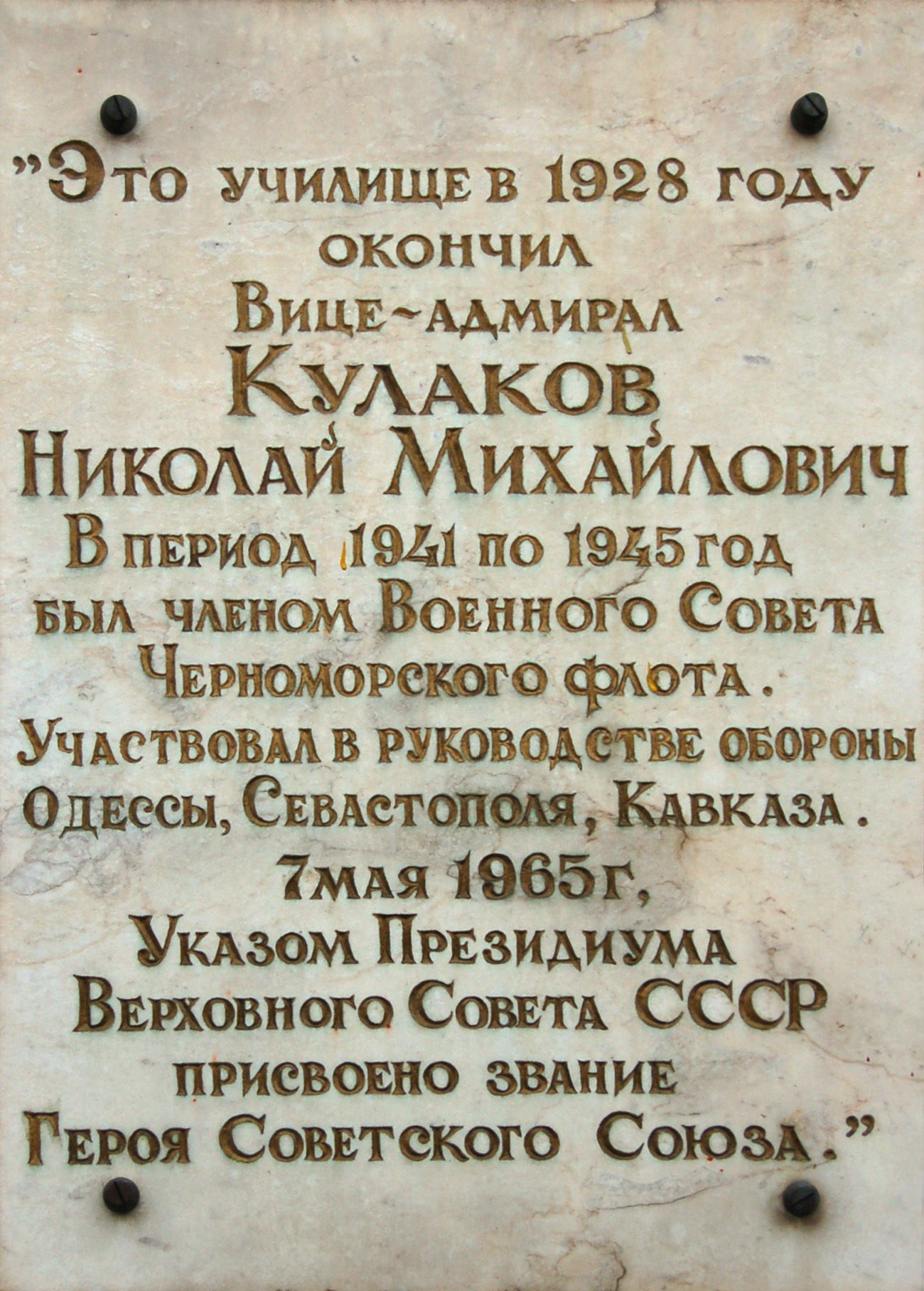
Николаю Кулакову(зд. № 1/5)
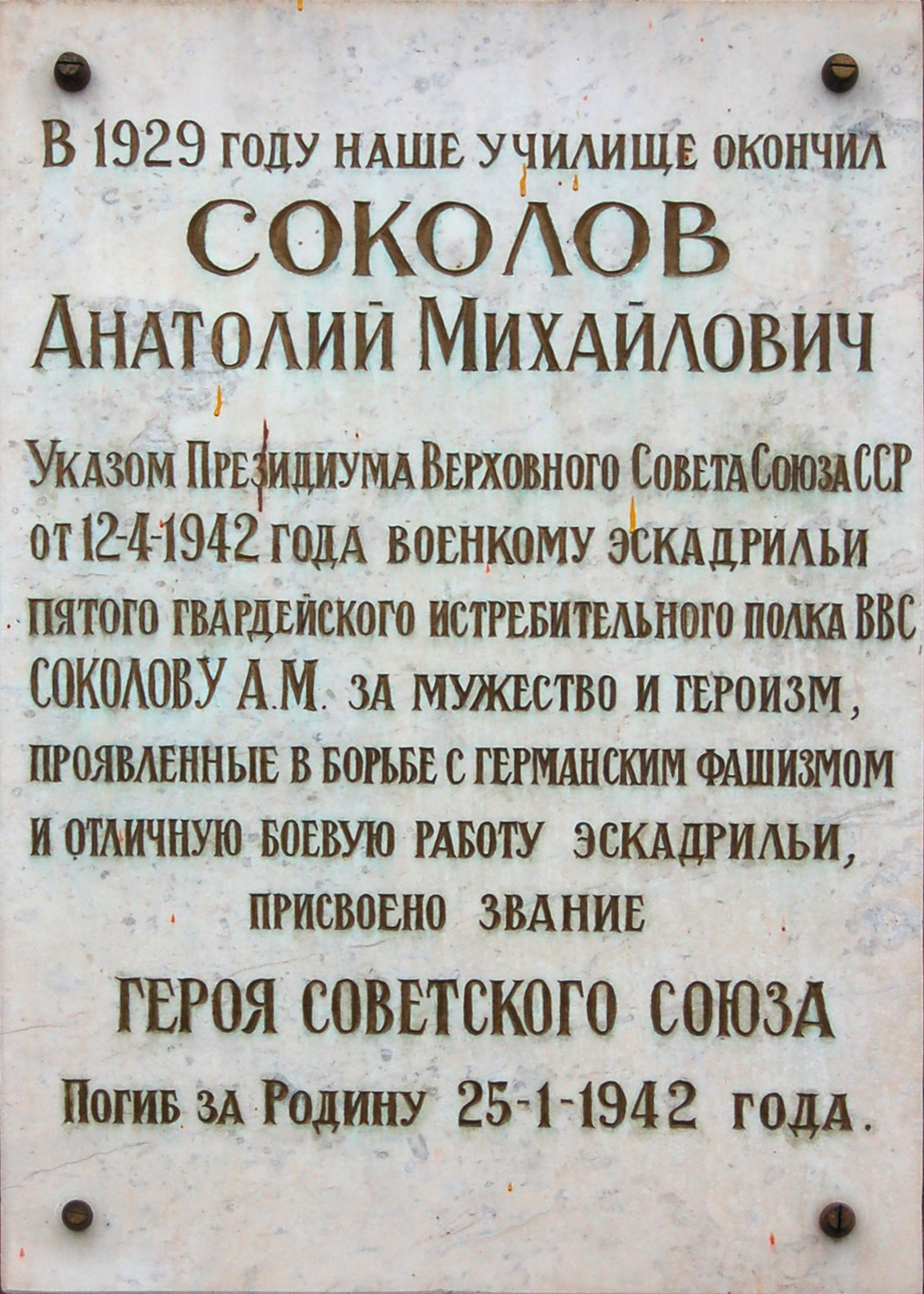
Анатолию Соколову(зд. № 1/5)
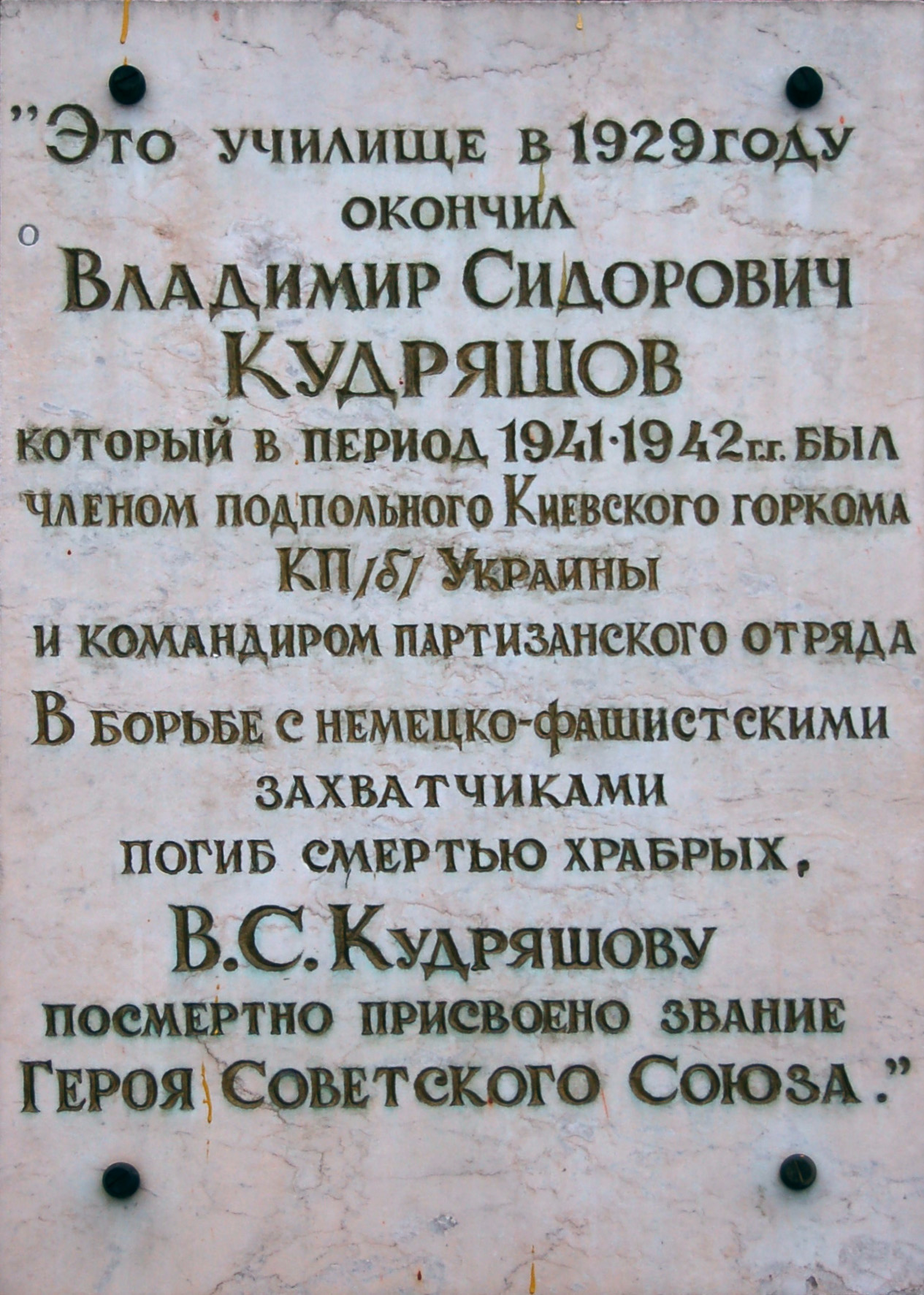
Владимиру Кудряшову(зд. № 1/5)